# Саут-Дейтон (Нью-Йорк)
Саут-Дейтон (англ. South Dayton) — селище (англ. village) в США, в окрузі Каттарогус штату Нью-Йорк. Населення — 541 особа (2020).

## Географія
Саут-Дейтон розташований за координатами 42°21′46″ пн. ш. 79°3′4″ зх. д. / 42.36278° пн. ш. 79.05111° зх. д. (42.362826, -79.050993).  За даними Бюро перепису населення США в 2010 році селище мало площу 2,60 км², уся площа — суходіл.

## Демографія
Згідно з переписом 2010 року, у селищі мешкало 620 осіб у 239 домогосподарствах у складі 157 родин. Густота населення становила 238 осіб/км².  Було 271 помешкання (104/км²).
Расовий склад населення:
| - 96,8 % — білих - 0,5 % — корінних американців - 0,3 % — чорних або афроамериканців - 0,3 % — азіатів |

До двох чи більше рас належало 2,1 %. Частка іспаномовних становила 1,3 % від усіх жителів.
За віковим діапазоном населення розподілялося таким чином: 29,0 % — особи молодші 18 років, 56,8 % — особи у віці 18—64 років, 14,2 % — особи у віці 65 років та старші. Медіана віку мешканця становила 36,0 року. На 100 осіб жіночої статі у селищі припадало 94,4 чоловіків;  на 100 жінок у віці від 18 років та старших — 93,8 чоловіків також старших 18 років.
Середній дохід на одне домашнє господарство  становив 44 302 долари США (медіана — 38 438), а середній дохід на одну сім'ю — 51 561 долар (медіана — 51 042). Медіана доходів становила 38 472 долари для чоловіків та 31 705 доларів для жінок. За межею бідності перебувало 14,6 % осіб, у тому числі 13,3 % дітей у віці до 18 років та 8,2 % осіб у віці 65 років та старших.
Цивільне працевлаштоване населення становило 310 осіб. Основні галузі зайнятості: освіта, охорона здоров'я та соціальна допомога — 32,9 %, виробництво — 15,2 %, роздрібна торгівля — 14,8 %.